# Аркільйос

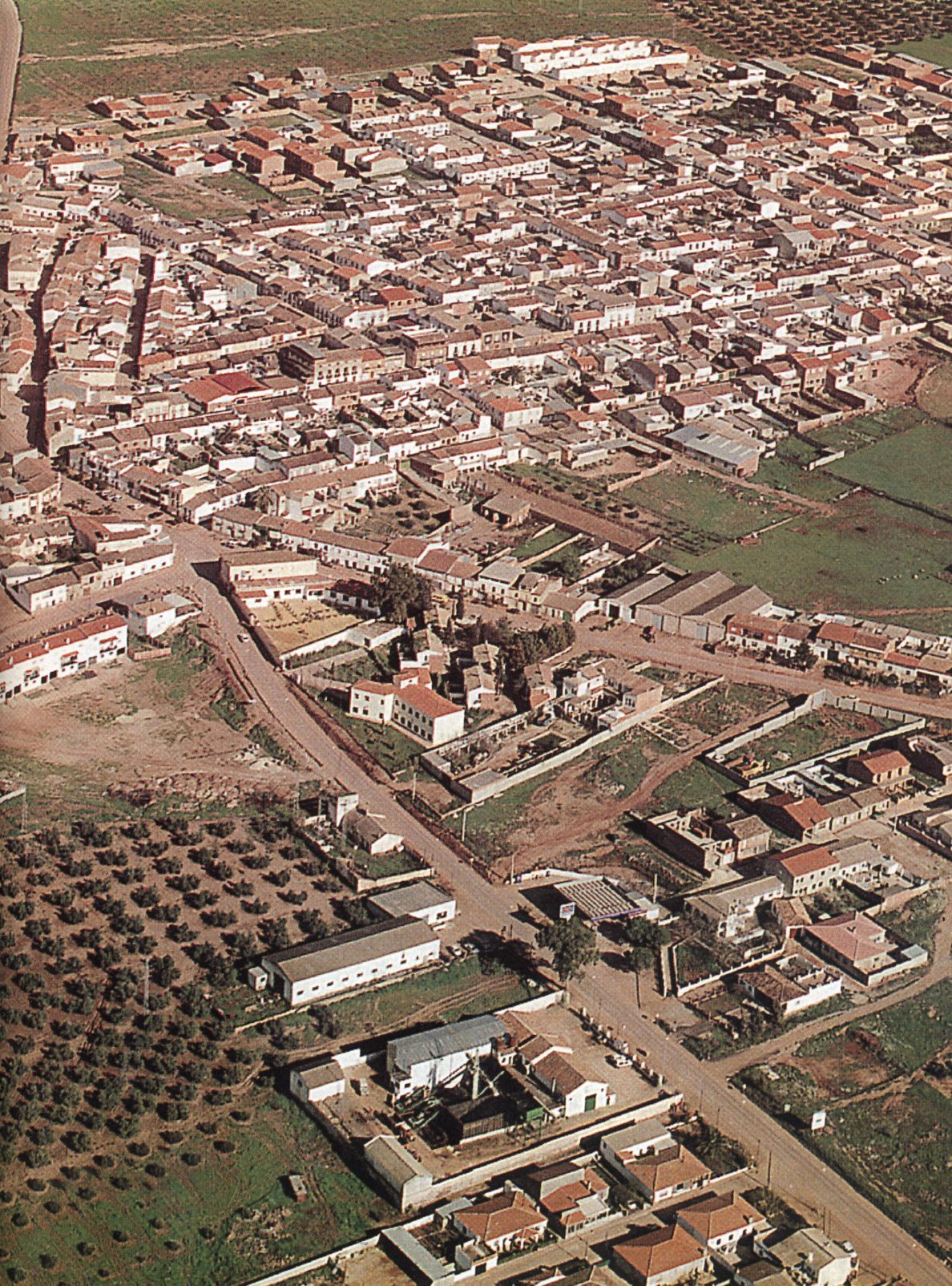
Панорамний вид на Аркільйос

Аркільйос (ісп. Arquillos) — муніципалітет в Іспанії, у складі автономної спільноти Андалусія, у провінції Хаен. Населення — 1944 особи (2010).
Муніципалітет розташований на відстані близько 250 км на південь від Мадрида, 55 км на північний схід від Хаена.
На території муніципалітету розташовані такі населені пункти: (дані про населення за 2010 рік)
- Аркільйос: 1725 осіб
- Ель-Порросільйо: 219 осіб

## Демографія
Динаміка населення (INE ):